# Schwielowsee
Schwielowsee est une commune allemande de l'arrondissement de Potsdam-Mittelmark, dans le Land de Brandebourg. Elle a été configurée par l'union des localités de Caputh, Geltow et Ferch en 2002. 
La communauté a reçu le stratur officiel de station intégrée (Erholungsort) en 2012.

## Géographie

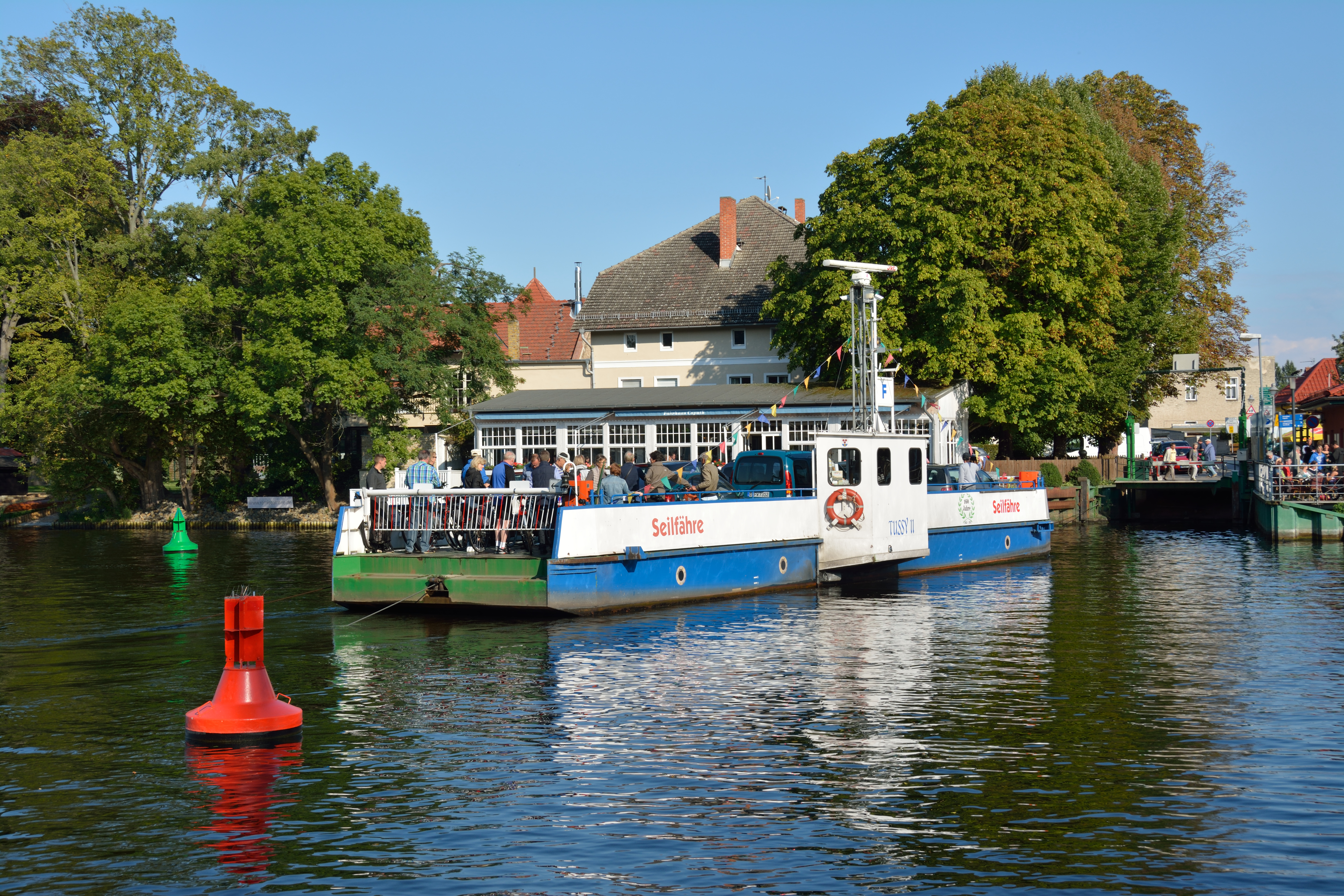
Ferry traversant la Havel.

La commune se trouve au bord du lac Schwielowsee qui est formé par un méandre de la rivière Havel. Un petit ferry relie Caputh et Geltow en traversant le fleuve. Potsdam, capitale du Brandebourg, se trouve juste au nord-est. Le territoire communal confine à la ville de Werder à l'ouest, et à Beelitz au sud.
Le quartier de Geltow est traversé par la Bundesstraße 1 reliant Potsdam et Brandebourg-sur-la-Havel. Plus au sud-ouest, l'autoroute 9 rejoint la ceinture périphérique de l'autoroute 10 (Berliner Ring).

## Curiosités
- Château de Caputh
- Maison d'Einstein

## Personnalités liées à la commune
- August von Thümen (1757–1826), général, mort au château de Caputh ;
- Hermann Sello (1800–1876), jardinier, né à Caputh ;
- Werner Blankenburg (1905–1957), fonctionnaire nazi, né à Caputh ;
- Horst Stechbarth (1925–2016), homme politique, mort à Schwielowsee ;
- Christoph Links (né en 1954 à Caputh), auteur et éditeur.